# 勝林寺 (世田谷区)
勝林寺（しょうりんじ）は、東京都世田谷区にある浄土真宗本願寺派の寺院。

## 概要
1596年（慶長元年）に開山された。開山・開基ともに不詳で、同宗派の西本願寺が浜町御坊（後の築地本願寺）を創建して以来、昭和初期までは、築地本願寺とともに歴史を歩んだ。
1923年（大正12年）の関東大震災で焼失し、1929年（昭和4年）に築地本願寺から分かれて現在地に移転した。度々火災に遭遇しているため多くの寺宝を失っている。当寺の本尊の阿弥陀如来は、比較的古い時代のものといわれている。

## 交通アクセス
- 京王井の頭線東松原駅より徒歩5分。